# Pteropus faunulus
La volpe volante delle Nicobare (Pteropus faunulus Miller, 1902) è un pipistrello appartenente alla famiglia degli Pteropodidi, endemico delle Isole Nicobare, India .

## Descrizione

### Dimensioni
Pipistrello di medie dimensioni, con la lunghezza dell'avambraccio tra 110 e 116 mm, la lunghezza del piede tra 26,1 e 29 mm e la lunghezza delle orecchie tra 22,9 e 25,1 mm.

### Aspetto
La pelliccia è lunga, densa e lucida. Le parti dorsali sono bruno-rossastre scure, la testa è brizzolata, mentre le parti ventrali e le spalle sono giallo ocra. Il muso è lungo e affusolato, gli occhi sono grandi. Le orecchie sono larghe, triangolari e con la punta arrotondata. La tibia è priva di peli. È privo di coda, mentre l'uropatagio è ridotto ad una sottile membrana lungo la parte interna degli arti inferiori.

## Biologia

### Comportamento
Si rifugia solitariamente o in coppie tra il denso fogliame degli alberi. L'attività di nutrimento inizia subito dopo il tramonto e termina alle prime ore del mattino.

### Alimentazione
Si nutre di frutti della foresta come il kapok, mango, guava e varie specie di Bombax, Syzygium e Ficus.

## Distribuzione e habitat
L'areale di questa specie è ristretto alle Isole Nicobare, India: Car Nicobar, Nankowry, Bompoka, Katchall, Kamorta, Teressa e Trinket.
Vive nelle foreste sempreverdi tropicali e nelle mangrovie fino a 200 metri di altitudine.

## Tassonomia
In accordo alla suddivisione del genere Pteropus effettuata da Andersen, P. faunulus è stato inserito nello  P. hypomelanus species Group, insieme a P. hypomelanus stesso, P. howensis, P. griseus, P. admiralitatum, P. ornatus, P. dasymallus, P. speciosus, P. brunneus e P. subniger. Tale appartenenza si basa sulle caratteristiche di avere il cranio tipicamente pteropino e sulla presenza di un ripiano basale nei premolari.
Altre specie simpatriche dello stesso genere: P. melanotus

## Conservazione
La IUCN Red List, considerato l'areale ristretto e frammentato e il lento degrado del proprio habitat, classifica P. faunulus come specie vulnerabile (VU).